# Glikopeptidni antibiotik
Glikopeptidni antibiotiki (oznaka ATC: J01XA) so skupina antibiotikov, katerih molekule imajo glikopeptidno strukturo: na peptid je vezan oligosaharid. Pomembnejši predstavniki te skupine so: vankomicin, teikoplanin, telavancin, bleomicin, ramoplanin in dekaplanin.

## Mehanizem delovanja
Glikopeptidni antibiotiki zavirajo sintezo bakterijske celične stene, s tem da zavre sintezo peptidoglikana. Vežejo se na C-konec D-alanin-D-alaninovih ostankov peptidoglikanovih predhodnikov.

## Uporaba
Zaradi toksičnosti je njihova uporaba omejena na bolnike, ki so hudo bolni in so preobčutljivi na betalaktamske antibiotike. Imajo ozek spekter delovanja in so načeloma so učinkoviti proti grampozitivnim kokom. 